# Lightning Boy From Another World
Lightning Boy From Another World (魔界から来た電撃少年 Makai kara kita Dengeki shōnen [carece de fontes?]no original, e O Menino Relâmpago do Outro Mundo em português) é o primeiro episódio da série Zatch Bell!, (Konjiki no Gash Bell!! no original) baseado no Mangá de mesmo nome. Esse episódio foi ao ar originalmente em 6 de Abril de 2003 e em 5 de Março de 2005 nos Estados Unidos. Foram convidados do episódio Crispin Freeman como Kane/Kaneyama e Michelle Ruff como Hyde. Neste episódio, os protagonistas da série Zatch Bell (Gash Bell no original) e Kiyo Takamine se conhecem através do pai de Kiyo, o Professor Takamine, evento que objetiva o seriado.

## Sinopse
Kiyo Takamine é um estudante muito inteligente, que por isso falta várias aulas por se achar superior a todos na escola, inclusive os professores. Enquanto isso o seu pai descobre um garoto diferente chamado Zatch Bell, que em agradecimento por tê-lo salvo, decide ajudar Kiyo a ser uma boa pessoa. Chateado pela presença de Zatch, Kiyo decide fazer uma brincadeira com ele, ao dizer que o salvará de Kane. Após as palavras de Zatch, o brilhante estudante decide enfrentar Kane, mas é completamente derrotado por ele, quando repentinamente surge do céu um skatista chamado Aido, com um garoto semelhante a Zatch. Kiyo decide ler o estranho livro de Zatch, que o faz lançar um poderoso trovão de energia, salvando-os.

## Produção

A Cena Censurada do Episódio

O episódio escrito por Yoshimi Narita, Hiro Masaki, Takashi Yamada e Akira Yamatoya, foi dirigido por Tetsuji Nakamura, Takao Imazawa, Yukio Kaizawa, Hiroyuki Kakudo e Takenori Kawada. Hyde e Aido são personagens que apareceram mais no seriado do que no Mangá, mas em ambos eles não são derrotados. Em uma cena original desse episódio, Zatch aparece nu para Kiyo, e na exibição inglesa da mesma, a nudez é censurada, e é posta uma cueca na frente. Durante uma entrevista com Makoto Raiku, o autor do seriado revela que a intenção de juntar crianças de outro mundo com humanos parecia algo sem-graça, e por isso envolveu livros mágicos na história. E nessa mesma entrevista ele também comenta que Aya Ueto sempre canta os encerramentos da série, apesar de nunca ter a visto.